# وليام شيرر
وليام لورانس شيرر (بالإنجليزية: William L. Shirer) ، من مواليد 23 فبراير 1904 وتوفي بتاريخ 28 ديسمبر عام 1993م، وهو صحفي أمريكي ومؤرخ تاريخي عاش في فترة الحرب العالمية الثانية ، ودخل إلى الأراضي الألمانية عام 1940م، وقام بتأليف عدداً من الكتب التي تتعلق خلال فترة الحكم النازي، لعل أشهرها هو صعود وسقوط الرايخ الثالث عام 1960.

## وصلات خارجية
- وليام شيرر على موقع IMDb (الإنجليزية)
- وليام شيرر على موقع الموسوعة البريطانية (الإنجليزية)
- وليام شيرر على موقع مونزينجر (الألمانية)
- وليام شيرر على موقع ميوزك برينز (الإنجليزية)
- وليام شيرر على موقع إن إن دي بي (الإنجليزية)
- وليام شيرر على موقع ديسكوغز (الإنجليزية)
- وليام شيرر على موقع قاعدة بيانات الفيلم (الإنجليزية)

- William Shirer obituary
- More on William Shirer
- 1984 audio interview of William Shirer, RealAudio at Wired for Books.org
- American Heritage article from 1984
- William L. Shirer Papers
- William L. Shirer at مكتبة الكونغرس Authorities — with 45 catalog records